# Silene carpatica
Silene carpatica är en nejlikväxtart som först beskrevs av Zapal., och fick sitt nu gällande namn av Czopik. Silene carpatica ingår i släktet glimmar, och familjen nejlikväxter. Inga underarter finns listade i Catalogue of Life.